# Melitaea folvonigrolimbata
Melitaea folvonigrolimbata är en fjärilsart som beskrevs av Ruggero Verity 1950. Melitaea folvonigrolimbata ingår i släktet Melitaea och familjen praktfjärilar. Inga underarter finns listade i Catalogue of Life.